# Impasto

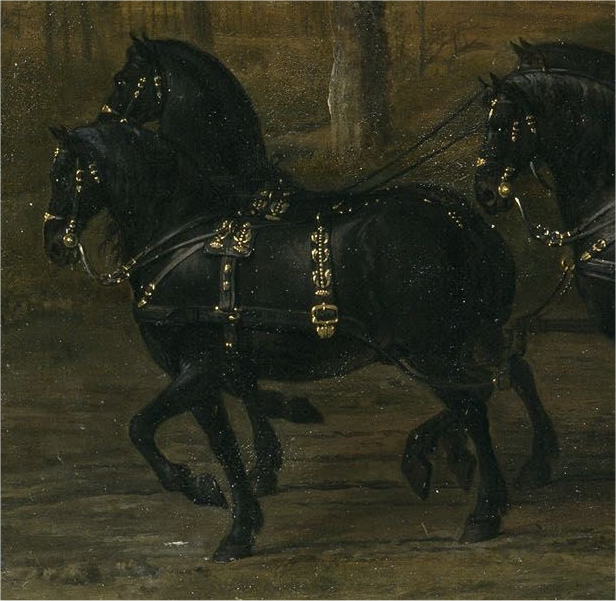
Impasto. Jacob van Ruisdael: Cornelis de Graeff mit seiner Frau und Söhnen, ca. 1660. Detail.

Das Impasto oder der pastose Farbauftrag in der Malerei ist eine Maltechnik, bei der die Farben deckend und mehr oder weniger dick aufgetragen werden. Es wird vor allem Ölfarbe verwendet, da sie eine eher dickere Konsistenz besitzt und eine lange Trocknungszeit benötigt, die durch Hinzufügen von Leinöl noch verlängert werden kann. Auch Acrylfarbe kann verwendet werden. Dabei wird die kurze Trocknungszeit der Farbe häufig durch entsprechende Malmittel verlängert. Wasser- oder Temperafarben können wegen ihrer flüssigen Konsistenz nicht verwendet werden.
Nicht selten werden die Begriffe Impasto und pastose Malweise synonym verwendet. Allerdings gibt es Unterschiede, auch wenn die Übergänge fließend sind.

## Pastos
Der pastose (von italienisch pasta: Brei, Nudeln, Paste, Teig, Teigwaren) Farbauftrag ist ein modellierend-reliefierender Farbauftrag, bei dem die Malenden die Malfarbe (Ölfarbe oder Acrylfarbe) deckend, verdickt mit Füllstoff und mit wenig Malmittel auftragen. Das wichtigste Kennzeichen ist, dass ein plastisches Relief der Farbe auf dem Bildträger entsteht. Als Malwerkzeug verwenden die Künstlerinnen und Künstler Borstenpinsel und Malmesser oder drücken die Farbe unmittelbar aus der Tube auf den Bildträger. Dabei können einzelne Farben auch direkt auf dem Malgrund und nicht auf der Palette gemischt werden. Ziel der Kunstschaffenden ist es, einen Eindruck von Bewegung, Dynamik, Kraft und Spontaneität zu vermitteln und die Geschwindigkeit und Stärke des Farbauftrags zu verdeutlichen. Außerdem wird das Licht durch die Oberflächentextur reflektiert, wodurch die Malenden die Lichteinfälle gezielt beeinflussen können.

Bereits in früheren Jahrhunderten gab es immer wieder Künstlerinnen und Künstler, die ihre Farbe pastos auftrugen. Dies geschah vor allem in ihren Spätwerken. Dazu gehören Maler wie Tizian († 1576), Jusepe de Ribera (1591–1652) oder Rembrandt Harmenszoon van Rijn (1606–1669). Ebenso im Barock oder Realismus benutzten Kunstschaffende immer wieder den pastosen Farbauftrag. Aber besonders typisch ist er für die Impressionisten, für Vincent van Gogh, die Expressionisten und die Kunstschaffenden des 20. Jahrhunderts. Als modernes Beispiel können die Arbeiten des englischen Malers Frank Auerbach dienen, der mit seinem pastosen Farbauftrag beinahe dreidimensionale Bilder schafft. Nicht zuletzt hängt die großzügige Verwendung des pastosen Farbauftrags mit der Erfindung der Farbtuben 1841 zusammen. Die Farben waren zähflüssig, leicht zu beschaffen und in vielen verschiedenen Farben verfügbar.

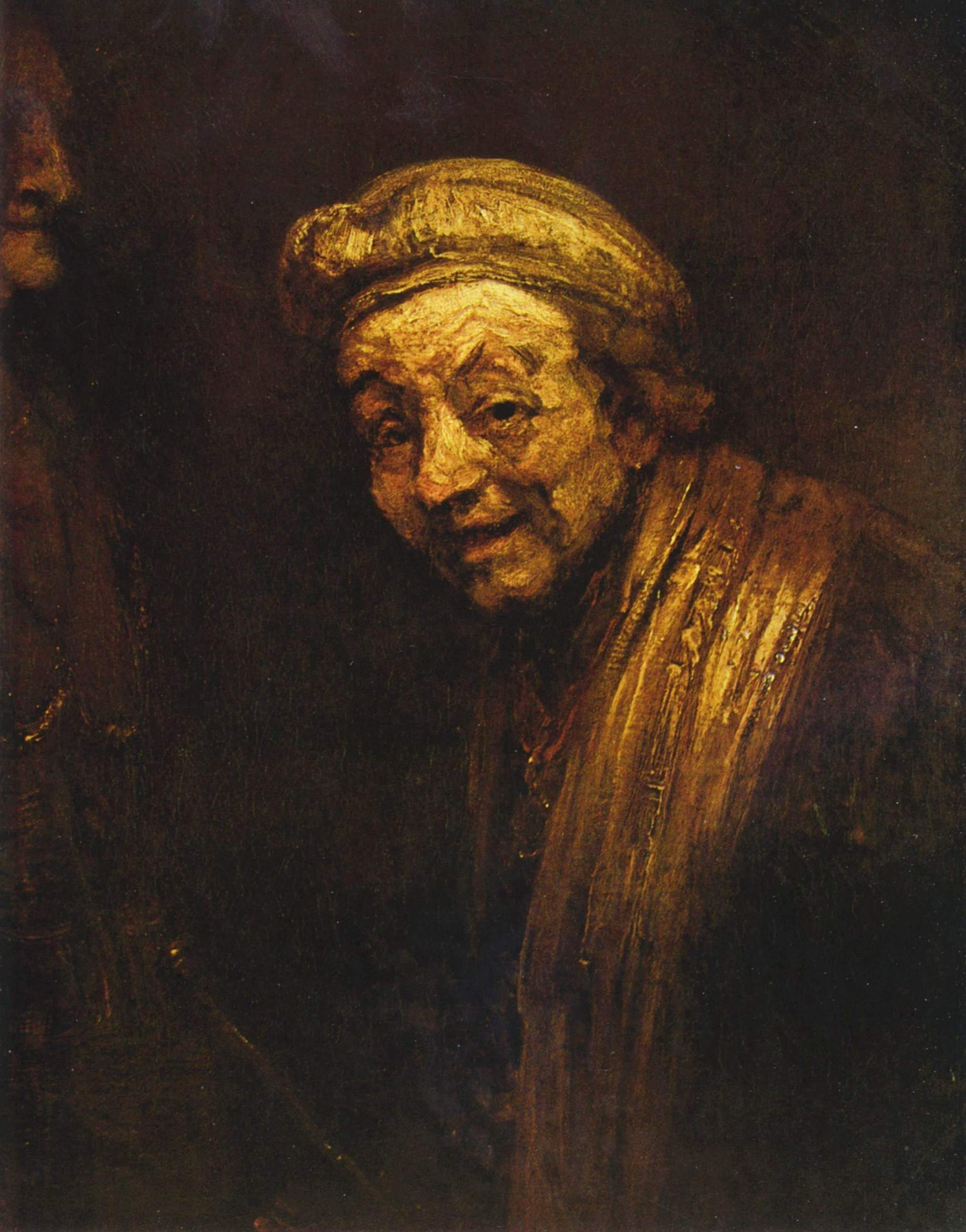
Pastoser Farbauftrag im Spätwerk von Rembrandt Harmenszoon van Rijn. Selbstporträt als (lachender) Zeuxis, um 1663/64.
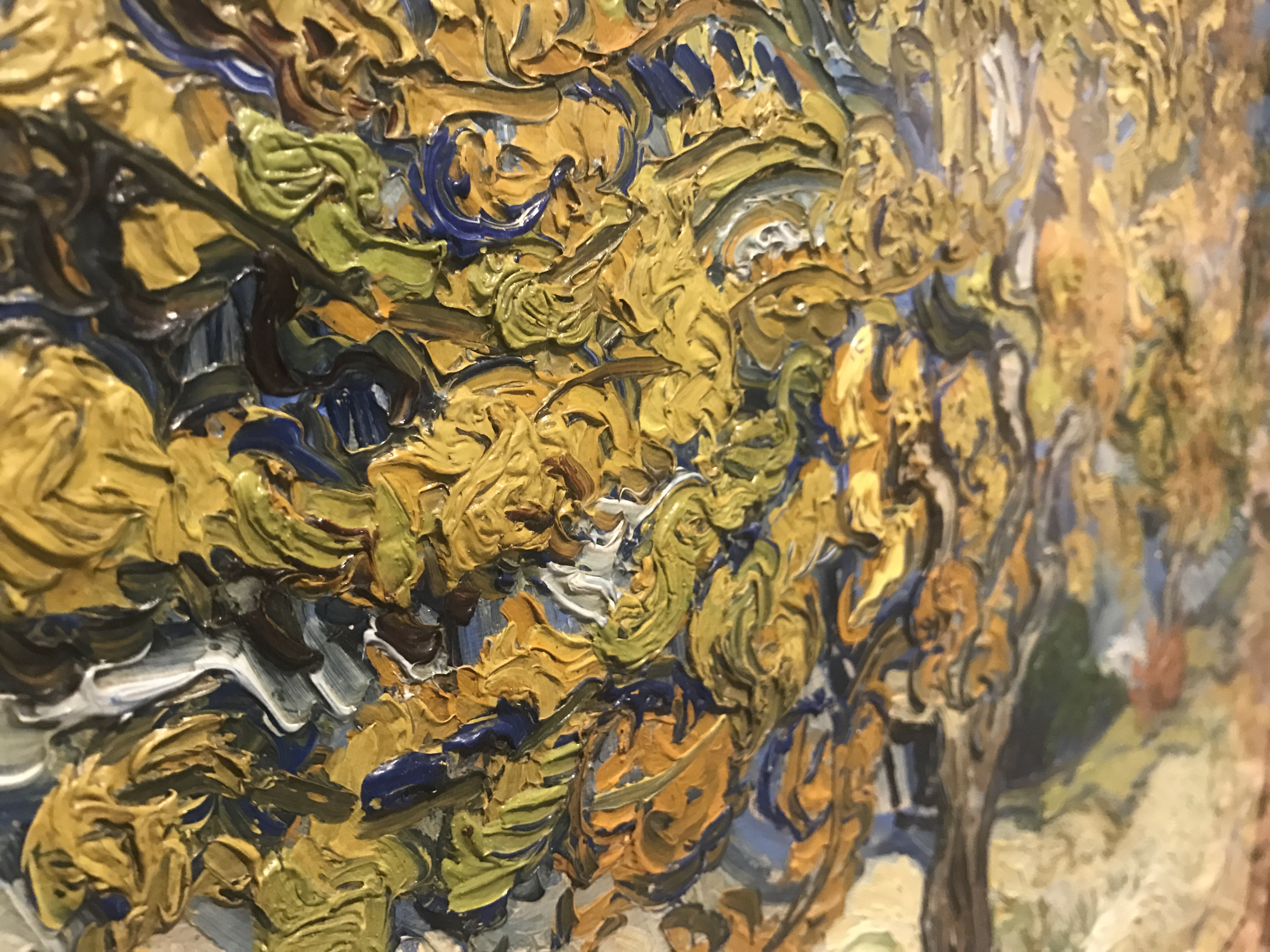
Das Detail zeigt deutlich den pastosen Farbauftrag. Vincent van Gogh: Maulbeerbaum, 1889. Detail.
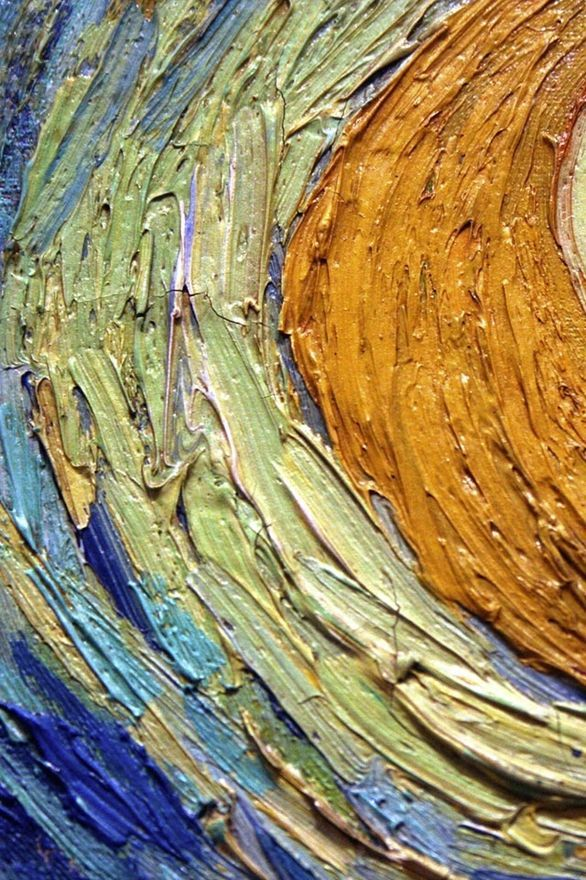
Pastoser Farbauftrag. Vincent van Gogh: Sternenlicht, 1889. Detail.
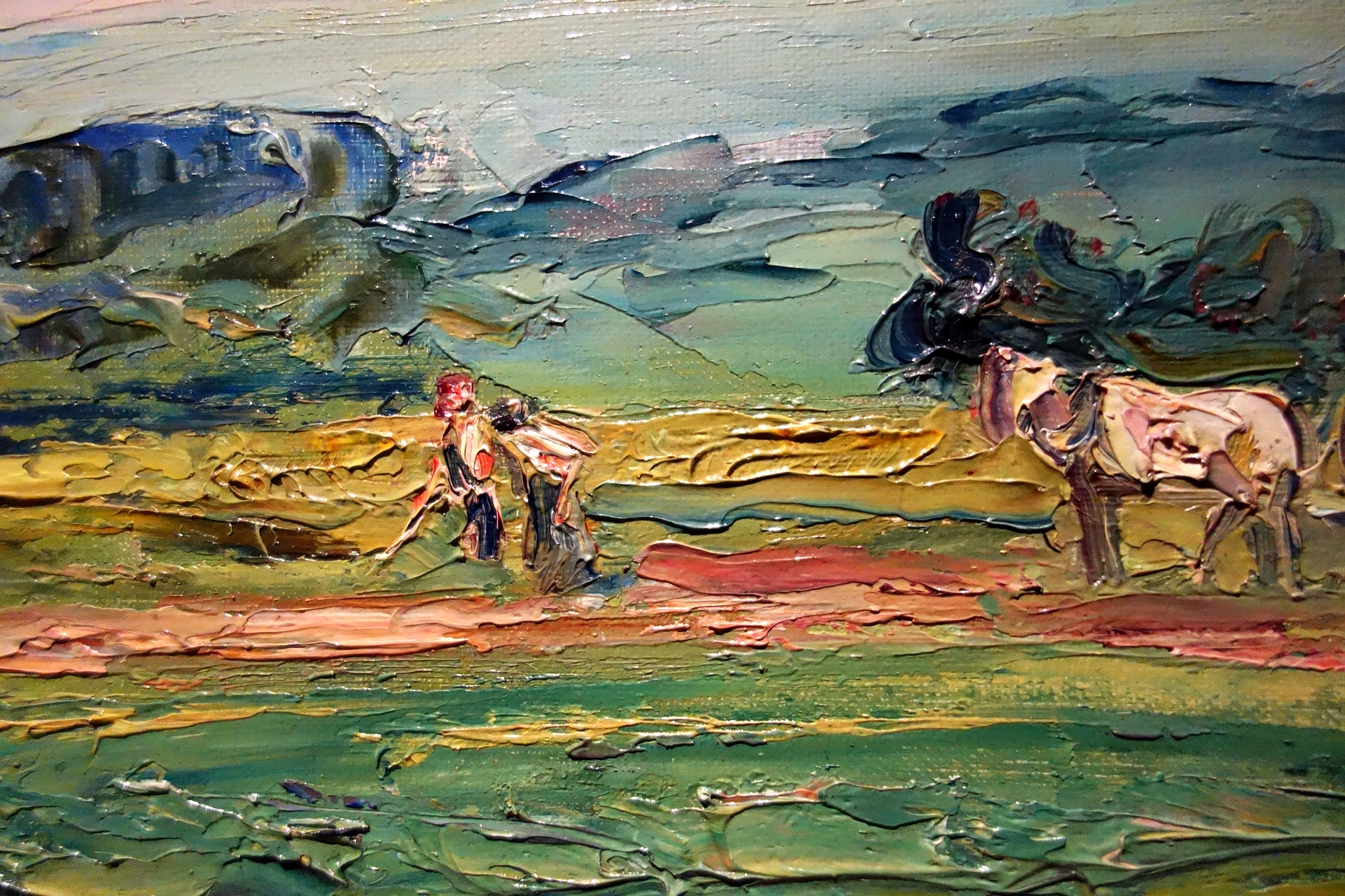
Max Slevogt: Landschaft mit Blick auf Landau, 1909. Detail.

## Impasto
Das Impasto (von italienisch impasto: Kneten, Mischen, Mischung, dicker Farbauftrag, Teig, Masse) ist ein Farbauftrag, bei dem die Malenden die Farbe deckend (undurchsichtig) und im Allgemeinen nur wenig dick auftragen. Das wichtigste Kennzeichen ist, dass der Farbauftrag deckend ist in einem Gemälde, das ansonsten mit transparenter Farbe in mehreren Schichten gemalt ist. Die impastierten Partien sind meist Glanzlichter, besonders helle Bereiche oder andere Farbakzente. Sie bilden wichtige Stellen, die die Aufmerksamkeit auf sich ziehen. Die Impasto-Bereiche können auf dem im Übrigen ebenen Gemälde mehr oder weniger stark plastisch hervortreten, aber auch vollkommen geglättet sein, also überhaupt nicht hervorspringen. Daher impliziert das Impastieren nicht zwangsläufig einen pastosen, das heißt modellierend-reliefierenden Farbauftrag. Eine große Erhebung würde zwar die Wirkung des Glanzlichtes erhöhen, gleichzeitig jedoch auf der Gemäldeoberfläche Schatten erzeugen und dadurch der Illusion abträglich sein.

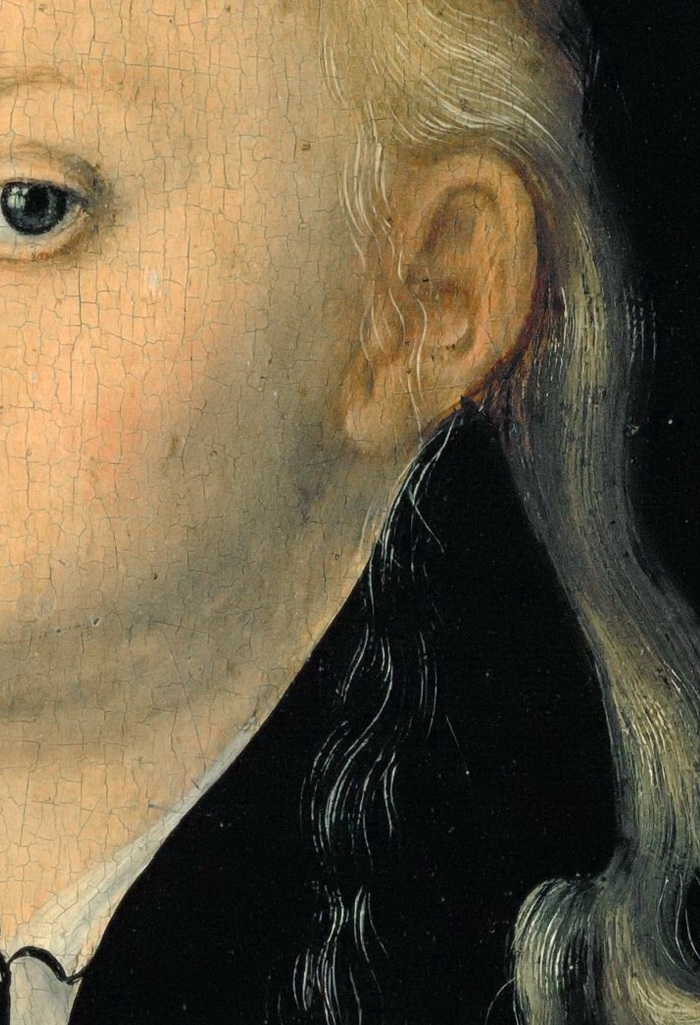
Die weiße Farbe bei den feinen Haaren ist deckend und kaum erhaben aufgetragen. Lucas Cranach d. Ä.: Bildnis eines jungen Mädchens, vor 1537. Detail.
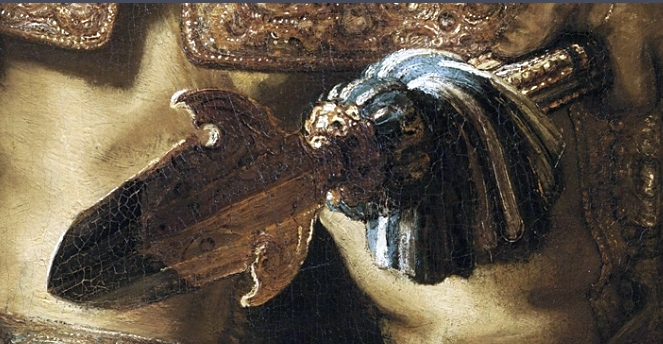
Besonders typische Verwendung des Impastos: Glanzlichter sind mit weißer Farbe relativ dick aufgetragen. Rembrandt: Die Nachtwache, 1642. Detail
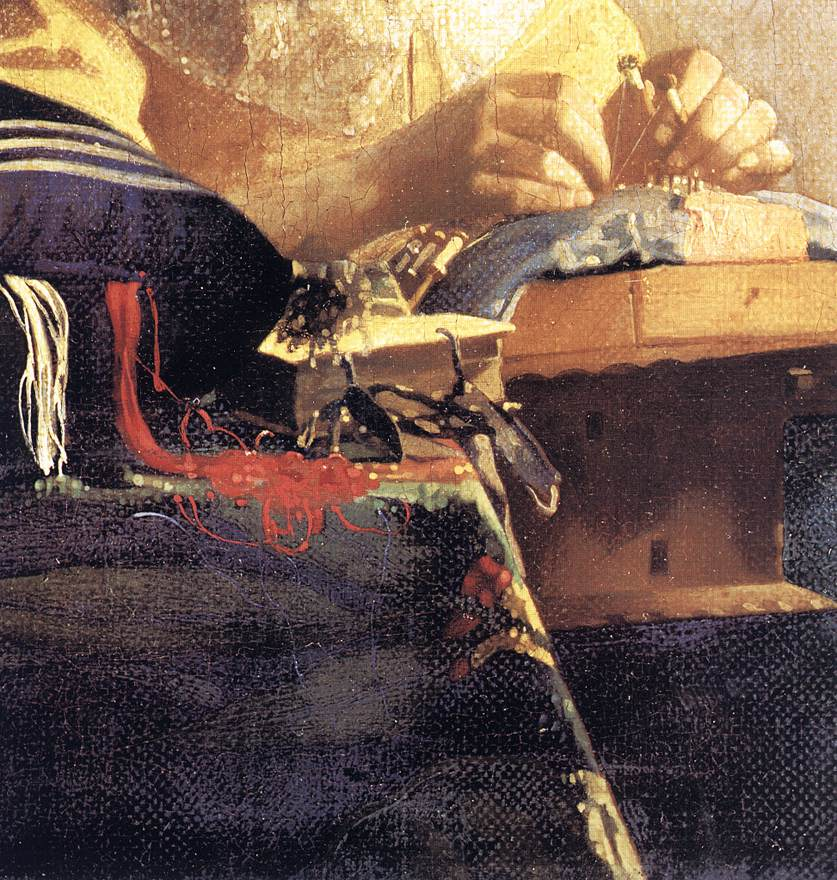
Die Farbe ist bei den roten und weißen Fäden leicht erhaben aufgetragen. Jan Vermeer van Delft: Die Spitzenklöpplerin, 1669. Detail.
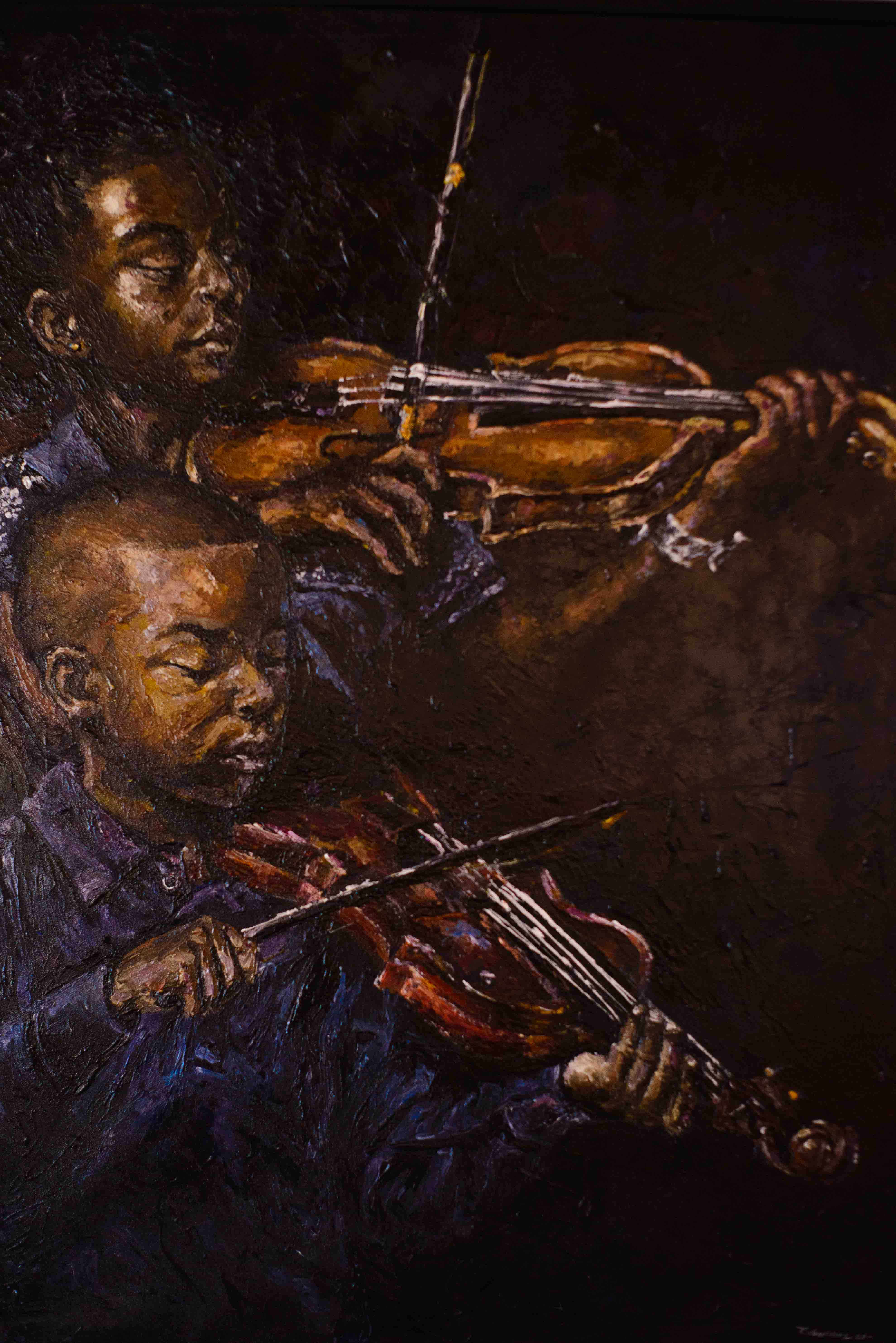
Durch das Impasto sind vor allem die Saiten betont. Senga Robert: Violinenspieler, 2022.